# Antonio da Brescia
Unter dem Namen Antonio da Brescia, auch  Fra Antonio da Brescia, Pseudo Antonio da Brescia, (tätig zwischen 1487 und 1514) fasst die Kunstwissenschaft eine Reihe von unterschiedlich signierten Medaillen zusammen, die offenbar vom selben Künstler stammen.
Ausgangspunkt der Identifizierung mit einem Künstler namens Antonio da Brescia ist eine Reihe signierter Medaillen, deren Monogramme A.B., F.A.B., FRA. AN. BRIX und ähnliche sich am plausibelsten in die Namen Francesco Antonio da Brescia oder Fra Antonio da Brescia auflösen lassen, was heute allgemein anerkannt wird. Seine Arbeiten sind nicht datiert, lassen sich aber meist, aufgrund der abgebildeten Personen, zeitlich gut einordnen. Demnach stammt seine früheste bekannte Arbeit, eine Porträtmedaille des Albertino Papava di Padova, die sich heute in der Pinacoteca di Brera in Mailand befindet und vermutlich im Todesjahr des Abgebildeten hergestellt wurde, aus dem Jahr 1487. Eine Porträtmedaille des Girolamo Saorgnan, die heute im Museo Civico in Brescia aufbewahrt wird, kann nicht vor 1514 entstanden sein und gilt derzeit als sein spätestes bekanntes Werk. Nach der Herkunft der abgebildeten Personen zu urteilen war er unter anderem in Brescia, Padua, Treviso, Venedig und Verona tätig.
Seine Porträts zeichnen sich durch eine große Wirklichkeitsnähe und hohe Plastizität aus. Weniger gut ausgearbeitet sind seine Medaillenrückseiten mit meist allegorischen Darstellungen, die zwar solide ausgeführt sind, aber nicht die Kraft der Porträts erreichen.
Es ist mehrfach versucht worden, da Brescia mit anderen italienischen Medailleuren zu identifizieren, so unter anderem mit dem namentlich nicht bekannten, wohl auch in Venedig tätigen Medailleur von 1523, dessen Werke denen von Antonio da Brescia stilistisch sehr ähnlich sind. Trotzdem stieß diese Zuschreibung mehrheitlich auf Ablehnung. Weitere umstrittene Zuschreibungsversuche sind Gleichstellungen des Antonio da Brescia mit dem zwischen 1490 und 1525 vermutlich in Brescia tätigen Kupferstecher Giovanni Antonio da Brescia, der auch Karmelit gewesen sein soll (daher die häufig verwendete Anredeform Fra vor dem Namen Antonio da Brescia), sowie dem zwischen 1518 und 1523 in Venedig und Brescia tätigen Medailleur Francesco Antonio da Brescia.
Medaillen von Antonio da Brescia befinden sich heute in Berlin (Münzkabinett), Brescia (Museo Civico), London (The British Museum), London (Victoria and Albert Museum), Mailand (Pinacoteca di Brera), Paris (Musée National du Louvre), Washington (National Gallery of Art) und vielen weiteren öffentlichen und privaten Sammlungen.